# Groove metal
Groove metal, (također poznat kao  post-thrash i neo-thrash), podvrsta je heavy metala. Također ga se može promatrati i kao inačicu thrash metala zbog bliske sličnosti u stilu i izvedbi. 

## Povijest
Groove metal svoju sadašnju formu uzima u ranim 1990-ima. Groove metal je mješavina nekoliko žanrova iz 80-ih — to su tradicionalni heavy metal, hardcore punk i thrash metal. Ovaj podžanr može se promatrati i kao jedan od podvrsta thrash metala. Začetnici ove podvrste su američke grupe Pantera, Machine Head, White Zombie i Fear Factory te brazilska Sepultura. Ovaj stil najočitiji je u sviranju američkog gitarista Dimebaga Darrella.

### Naziv i stil
Izraz groove koristi se u engleskom jeziku (poglavito u američkom engleskom) u glazbenom smislu kada se želi opisati glazbu koja pokreće ili koja nagoni na kretnju, na ples. Ovo se posebno odnosi na glazbenu ritam sekciju tj. odnos između bas-gitare i gitare. U thrash metalu, čiji je groove metal izvedeni oblik, bas-gitara i gitara sviraju iste note.
U angloameričkom uličnom govoru izraz 'groove' odnosi se na "jako ugodno iskustvo" i "uživanje" ili "doživljavanje snažnog zadovoljstva". U engleskom riječ 'groove' označava i brazdu. U kontekstu heavy metala ovim nazivom određuje se poseban način sviranja gitare čime se postiže poseban zvuk, tj. ugodna rifaža, specifičnog teškog, gustog zvuka.

## Najznačajniji albumi
- Vulgar Display of Power
- Cowboys from Hell - Pantera
- Arise
- Chaos A.D. - Sepultura
- Burn My Eyes - Machine Head